# Amaurobius hercegovinensis
Amaurobius hercegovinensis är en spindelart som beskrevs av Kulczynski 1915. Amaurobius hercegovinensis ingår i släktet Amaurobius och familjen mörkerspindlar. Inga underarter finns listade i Catalogue of Life.